# Nyphasia torrida
Nyphasia torrida är en skalbaggsart som beskrevs av Francis Polkinghorne Pascoe 1867. Nyphasia torrida ingår i släktet Nyphasia och familjen långhorningar.
Artens utbredningsområde är Sri Lanka. Inga underarter finns listade i Catalogue of Life.